# Harry Beck

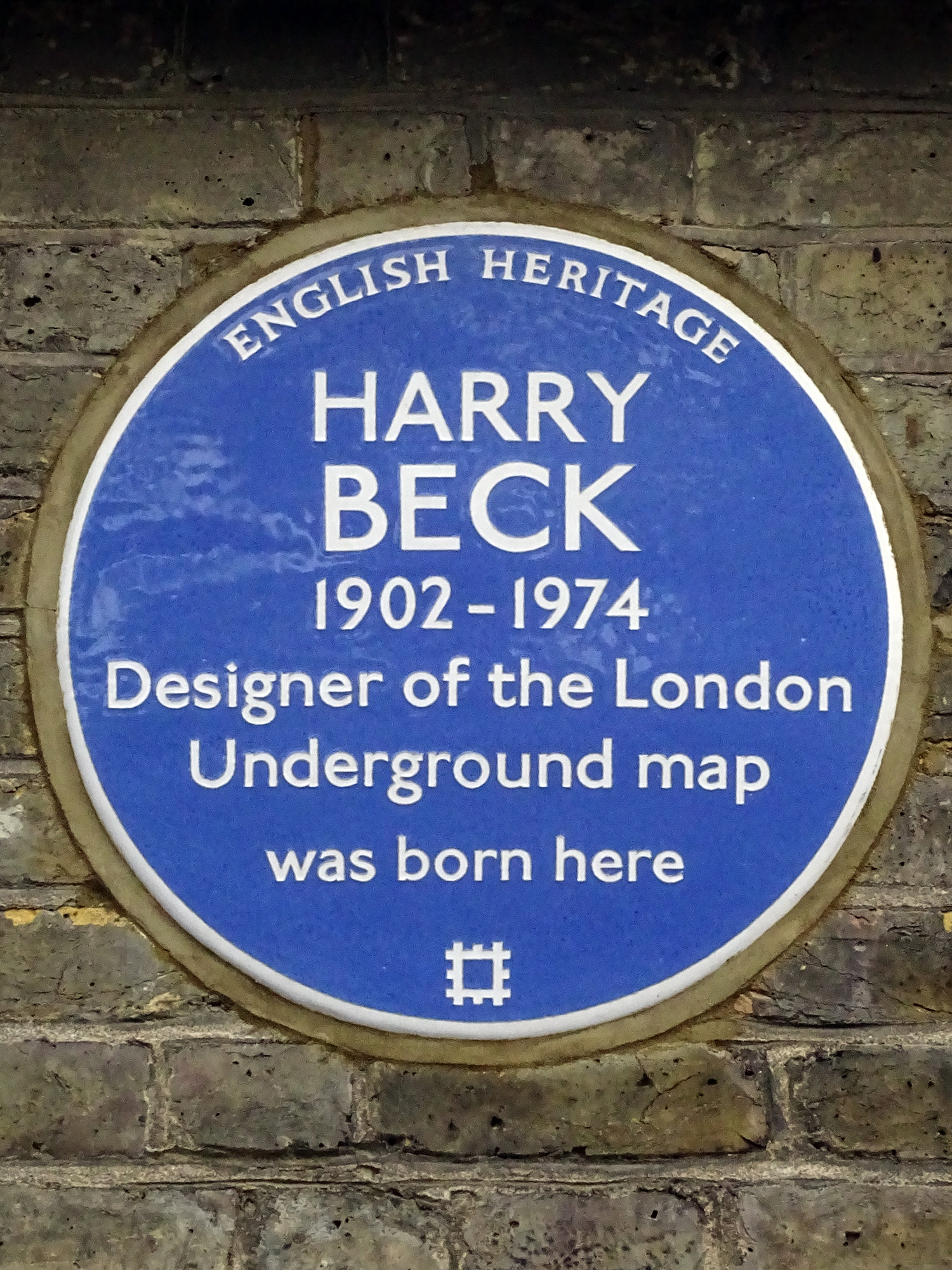
Gedenktafel für Harry Beck an dessen Geburtshaus (14 Wesley Road, Leyton, London)

Henry Charles „Harry“ Beck (* 4. Juni 1902 in London; † 18. September 1974 in Southampton) war ein britischer technischer Zeichner und Grafikdesigner. Sein bekanntestes Werk ist der Liniennetzplan der U-Bahn London Underground (die sogenannte tube map), der mit dem Verzicht auf topografische Genauigkeit eine sehr übersichtliche Darstellung ermöglichte. Jede Linie wurde durch einen eigenen Strich repräsentiert, der nur waagerecht, senkrecht oder diagonal im 45°-Winkel verläuft. Dieses Modell diente als Vorbild für Netzpläne vieler weiterer Städte.

## Leben

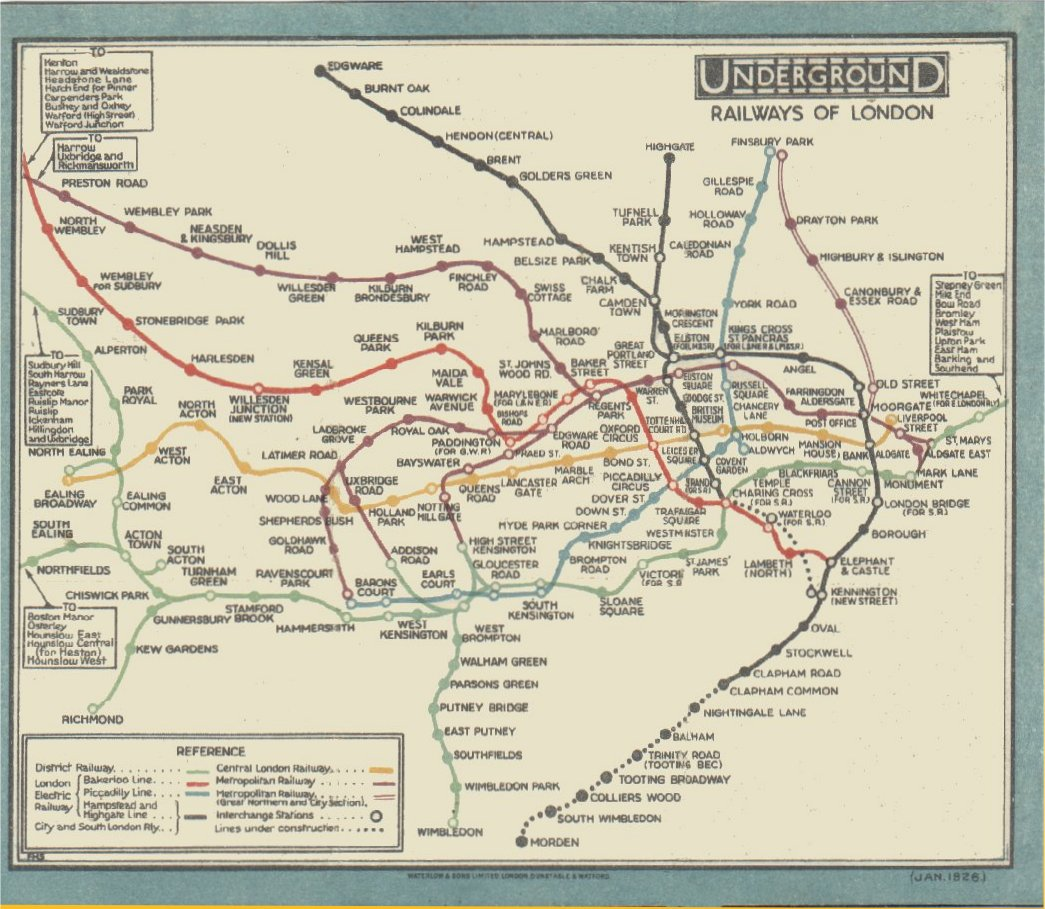
Herkömmlicher U-Bahn-Plan von London 1926

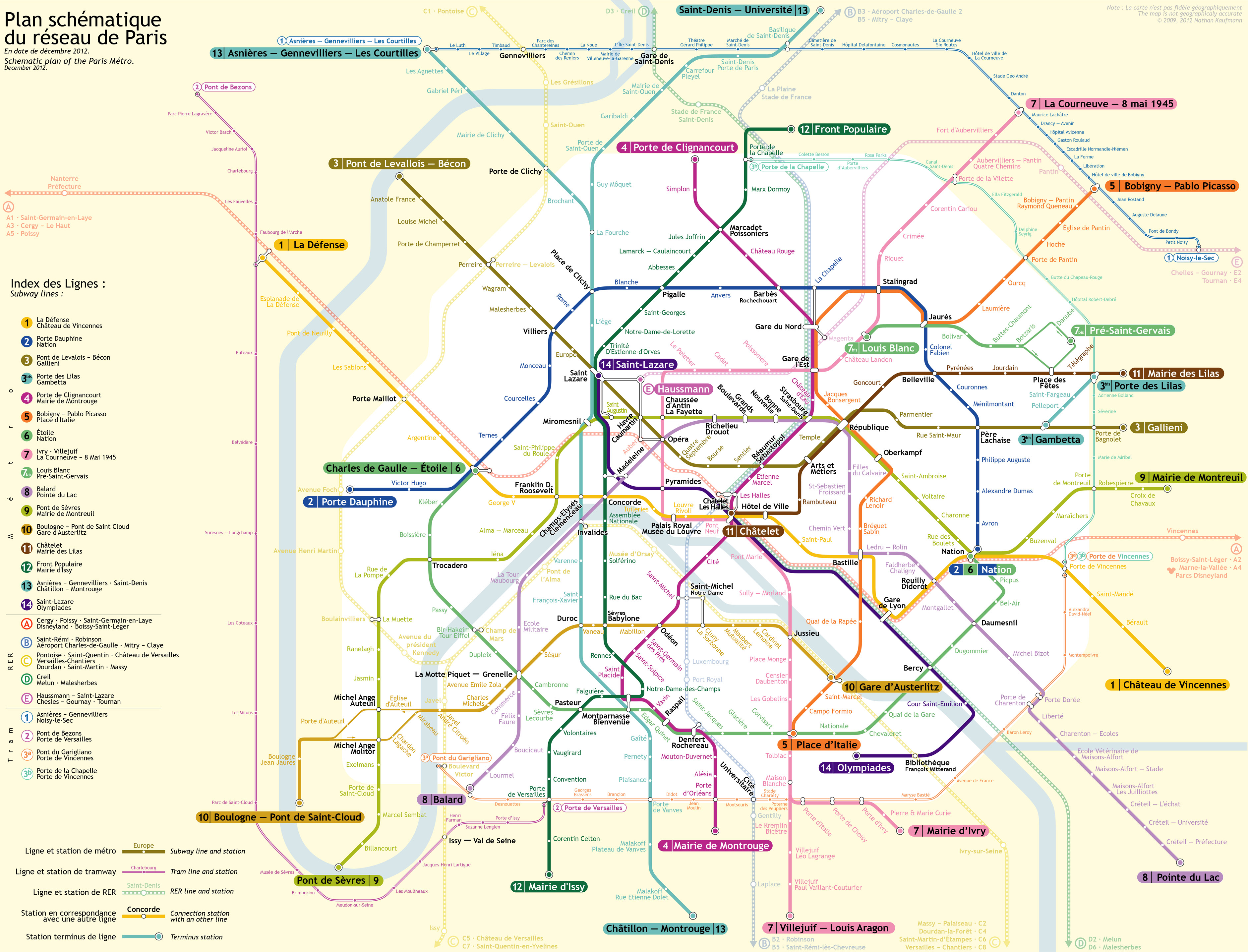
Pariser Metro-Plan nach dem Vorbild von Harry Beck

Im Jahr 1933 arbeitete Beck als technischer Zeichner in der Signalabteilung von London Underground. Damals waren Liniennetzpläne üblich, auf denen die Linien topografisch richtig dargestellt waren, oft auf der Basis eines Stadtplans. Dies hatte zur Folge, dass die Stationen im Zentrum sehr nahe beieinander lagen, jene in den Vororten jedoch sehr weit auseinander. Beck war überzeugt, dass bei einem Plan der Underground nicht unbedingt die topografische Genauigkeit erforderlich ist. Der Fahrgast möchte seiner Ansicht nach wissen, wie er von einer Station zur anderen gelangt und wo er von einer Linie in eine andere umsteigen kann. Nur die Topologie, also die räumliche Beziehung der Stationen untereinander, war seiner Meinung nach entscheidend.
So begann er, in seiner Freizeit einen Liniennetzplan zu entwerfen, der einem elektrischen Schaltplan ähnelte und auf dem die Stationen im gleichen Abstand zueinander abgebildet waren. Beck selbst sagte nie, dass dies die Inspiration für seine Idee gewesen war. Doch seine Arbeitskollegen machten ihn auf die Ähnlichkeit aufmerksam und zeichneten sogar eine Karikatur, auf der die Stationen durch Symbole von elektrischen Schaltkreisen ersetzt wurden und Begriffe aus der Elektrik verwendet wurden (zum Beispiel Bakelit für die Bakerloo Line). Beck verfeinerte sein Design; der Plan bestand nur noch aus den beschrifteten Stationen sowie aus geraden Linien, die entweder horizontal, vertikal oder in einem diagonalen 45°-Grad-Winkel verlaufen. In dieser Hinsicht gilt er als Wegbereiter bzw. Erfinder eines reinen Streckenplanes für U-Bahnen in einer klaren gestalterischen Ausformung.
London Underground reagierte zunächst skeptisch auf den Plan und betrachtete diesen lediglich als Freizeitarbeit eines einfachen Angestellten. Dennoch wurde der Plan probehalber in einer kleinen Auflage gedruckt und an die Fahrgäste verteilt. Er erwies sich sofort als großer Erfolg. Beck nahm zunächst als freier Mitarbeiter Aktualisierungen an seinem Plan vor, doch mit der Zeit beauftragte die Marketingabteilung von London Underground andere Grafiker damit. 1947 gelangte Beck zur Einsicht, dass ihm die Kontrolle über sein Werk entglitten war und kündigte. Daraufhin unterrichtete er Typografie und Farbdesign an der London School of Printing and Kindred Trades (das heutige London College of Communication).
Nachdem Beck lange Zeit die Anerkennung verwehrt geblieben war, richtete die Verkehrsbehörde London Regional Transport zu Beginn der 1990er Jahre im London Transport Museum eine Galerie mit seinen Werken ein. In der Station Finchley Central, in deren Nähe Beck einst gewohnt hatte, erinnert eine Gedenktafel an ihn, zusammen mit einem Faksimile des Originalplans von 1933. Auf den heutigen, von Transport for London herausgegebenen Netzplänen wird Beck wieder als Erfinder des Originalentwurfs gewürdigt. 

## Rezeption im Fernsehen
- In der Fernsehsendung The Culture Show auf BBC Two wurde Becks Liniennetzplan im März 2006 hinter der Concorde zum zweitbeliebtesten britischen Design des 20. Jahrhunderts gewählt.
- Mehrfach erwähnt in Londons Megatunnel – Projekt der Superlative (OT: The Fifteen Billion Pound Railway). Dokumentation, Großbritannien, 2014-, 5 Folgen, 177 Min., Von: Joby Lobmann, Produktion: windfallfilms, BBC Two, Original-Erstausstrahlung: ab 16. Juli 2014 bei BBC Two, deutsche Erstsendung: ab 17. Januar 2019 bei kabel eins Doku